# Dysderina machinator
Dysderina machinator är en spindelart som först beskrevs av Eugen von Keyserling 1881.  Dysderina machinator ingår i släktet Dysderina och familjen dansspindlar.
Artens utbredningsområde är Peru. Inga underarter finns listade i Catalogue of Life.